# Brazíliai szivárványos boa
A brazíliai szivárványos boa (vagy vörös szivárványos boa, Epicrates cenchria cenchria) a kígyók alrendjébe, az óriáskígyófélék (Boidae) családjába tartozó szivárványos boa (Epicrates cenchria) alfaja.

## Előfordulása
Brazília trópusi esőerdőiben honos, leginkább a talajszinten él.

## Megjelenése
Átlagos testhossza 130-160 centiméter (de előfordulnak nagyobb példányok is). Fiatalkorában szürkés-fehéres alapszíne van, szabálytalan barnás-narancssárgás háti foltokkal. Oldalukat szintén szabályos, ovális foltok díszítik. Felnőttkorában alapszíne narancssárgás–vöröses lesz, a mintázat megtartásával.

## Életmódja
Kisebb emlősökkel (egerek, patkányok) és madarakkal táplálkozik.
|  |

## Külső hivatkozások
- Animal taxonomia[halott link]